# 김주현 (판사 출신의 변호사)
김주현(金柱賢, 1961년 5월 31일 ~ )은 대한민국의 판사 출신으로 변호사(법조인)이다.

## 생애
경상북도(대구)의 달성군에서 출생하였으며 달성고등학교와 한양대학교 법과대학 법학과를 나온 그는 1982년 제24회 사법시험 합격하였다. 
제14기 사법연수원과 군 법무관을 마치고 1988년 3월 서울민사지방법원 판사에 임용되었다. 1990년 3월 서울지방법원 남부지원, 1992년 2월 마산지방법원 거창지원, 1995년 3월 대구고등법원으로 전보되어 판사에 재직하다 1995년 9월부터 2년동안 헌법재판소 연구관으로 파견 근무하고 돌아온 1996년 3월 서울고등법원, 1999년 9월 서울지방법원, 2000년 2월 대구지방법원 안동지원장, 2001년 2월 사법연수원 교수에 임명되어 재직하다 2004년 2월 서울서부지방법원 부장판사에 임명되어 2006년 2월 서울중앙지방법원, 2007년 2월 부산고등법원, 2008년 2월 인천지방법원, 2009년 2월 서울고등법원으로 전보되어 재직하였다. 인천지방법원에서 재직하던 2009년 2월부터 1년과 서울고등법원에서 재직하던 2014년 2월부터 4월까지는 수석부장판사를 맡았다.
대주그룹 허재호 회장에 대한 황제 노역 파문으로 사퇴한 장병우 후임으로 2014년 4월에 제38대 광주지방법원 법원장에 취임하였다.
광주지방법원에서 법원장으로 재직하다 2016년 2월 서울고등법원 부장판사에 복귀하였다.
1995년부터 1997년까지 헌법재판소 연구관으로 파견 근무하면서 헌법 관련 논문을 다수 발표하였으며 아룰 버텅욿 친일 반민족행위자 재산의 국가귀속에 관한 특별법의 합헌성을 밝히는데 기여했다. 
2006년 서울중앙지방법원 환경전담재판부 재판장을 맡아 다양한 유형의 환경 분쟁에 대해 공해유발자의 책임을 인정하여 환경 피해자를 구제하는 다수의 판결을 선고했다.
인천지방법원 수석부장판사로 근무할 때는 법관이 초등학생과 교류하는 프로그램인 멘토링 제도를 도입했다.
2019년 1월 28일에 있었던 김명수 대법원장의 두번 째 인사에서 2019년 3월 11일 개원하는 수원고등법원 초대 법원장에 임명되었으며 2021년 2월 15일 퇴임과 함께 판사를 그만두고 변호사로 활약하고 있다.